# Verneuil (Nièvre)
Verneuil – miejscowość i gmina we Francji, w regionie Burgundia-Franche-Comté, w departamencie Nièvre.
Według danych na rok 1990 gminę zamieszkiwało 397 osób, a gęstość zaludnienia wynosiła 15 osób/km² (wśród 2044 gmin Burgundii Verneuil plasuje się na 530. miejscu pod względem liczby ludności, natomiast pod względem powierzchni na miejscu 244.).